# Gábor Vajna

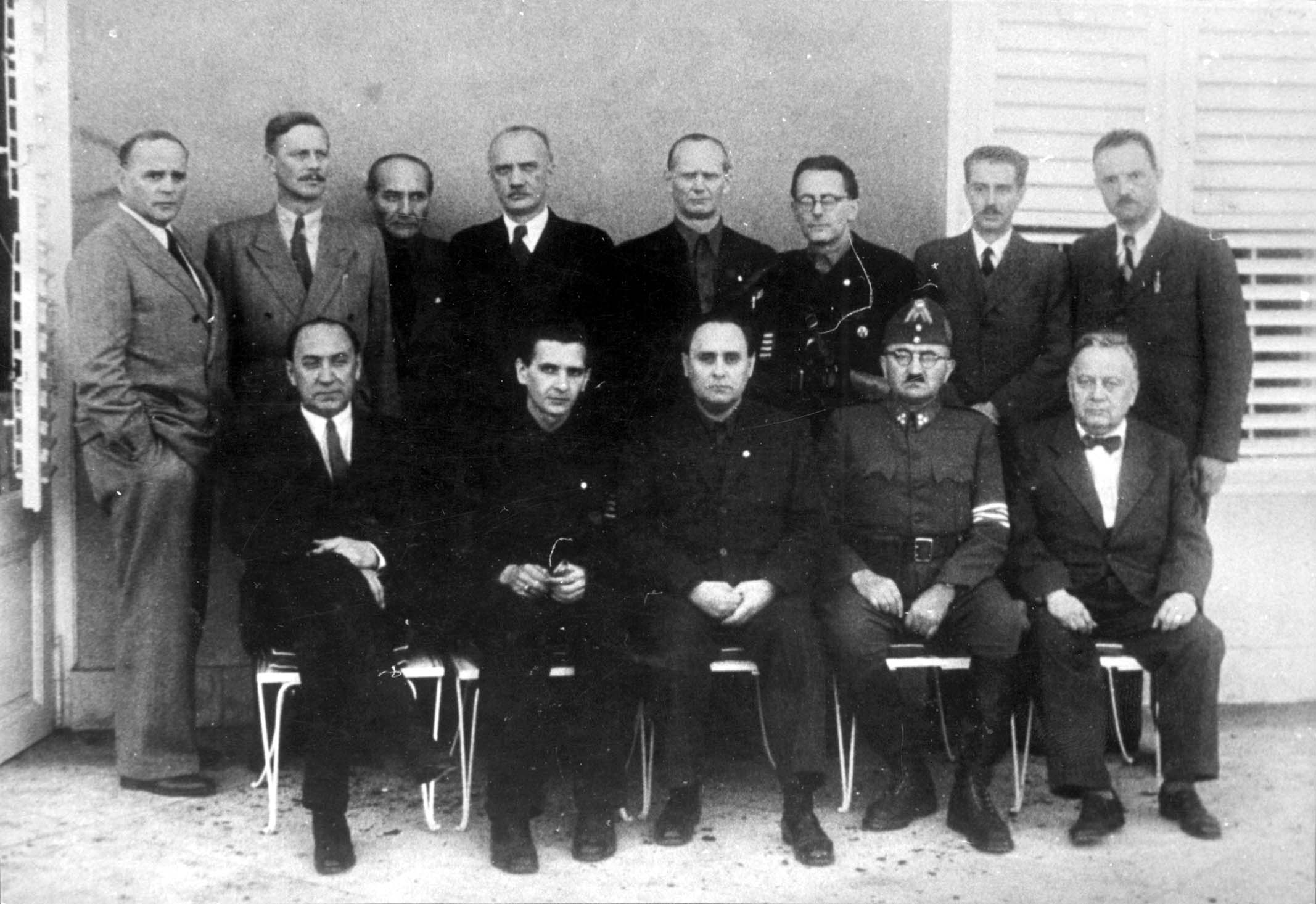
Ministären Szálasi. Gábor Vajna, stående som nummer tre från vänster i övre raden.

Gábor Vajna, född 4 november 1891 i Kézdivásárhely, Österrike-Ungern, död 12 mars 1946 i Budapest, Ungern, var en ungersk politiker.
Vajna, som var pilkorsare, utsågs i oktober 1944 till inrikesminister i Ferenc Szálasis regering. Som sådan bar han ansvaret för mord på tusentals ungerska judar. Efter andra världskriget ställdes Vajna inför en folkdomstol och dömdes till döden för brott mot mänskligheten. Han hängdes offentligt den 12 mars 1946 tillsammans med Ferenc Szálasi, Károly Beregfy och József Gera.